# Ryszard z Lukki
Ryszard z Lukki, Ryszard z Wesseksu, a także: Ryszard ze Szwabii, Ryszard Saksończyk, Ryszard król, Ryszard Pielgrzym, ang. Richard the Pilgrim (ur. w Wesseksie w Brytanii, zm. ok. 722 w Lukce) – książę Wesseksu, święty Kościoła katolickiego.

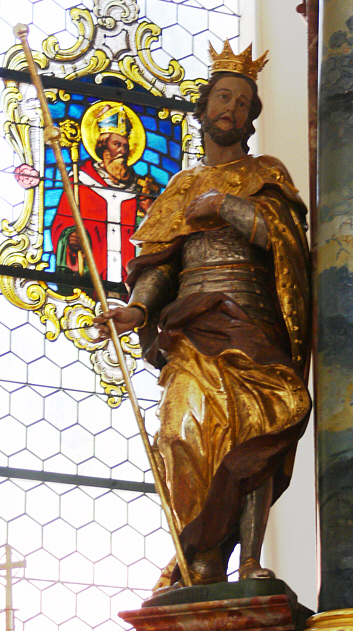
Figura św. Ryszarda w kościele parafialnym św. Magnusa w Waldburgu

Niewiele wiadomo o życiu Ryszarda. Był mężem Wuny, siostry św. Bonifacego-Winfrida i ojcem św. Willibalda, św. Winebalda oraz św. Walburgii. Wraz z dwoma synami odbył pielgrzymkę do Rzymu. Wyczerpany trudami długiej podróży zmarł w Lukce we Włoszech w 722 roku. Został pochowany w kościele San Frediano (obecnie bazylika), a część relikwii została przewieziona do Eichstätt, a obywatele obu miast otoczyli go szczególnym kultem.
Przy jego grobie działy się cuda. Według włoskiej legendy Ryszarda nazywano „królem Anglii”, później „Ryszardem ze Szwabii”.
Jego wspomnienie liturgiczne w Kościele katolickim obchodzone jest 7 lutego.